# Dan Moore
Dan Moore Jr. (Beaumont, Texas, 28 de septiembre de 1998) más conocido como Dan Moore, es un jugador profesional estadounidense de fútbol americano que se desempeña en la posición de offensive tackle en Pittsburgh Steelers, equipo de la National Football League (NFL).

## Carrera
Fue seleccionado en la cuarta ronda en la Reunión Anual de Selección de Jugadores de la NFL de 2021. Hizo su debut profesional con el equipo Pittsburgh Steelers, donde lleva jugando tres temporadas.